# 마스카리타 사그라다

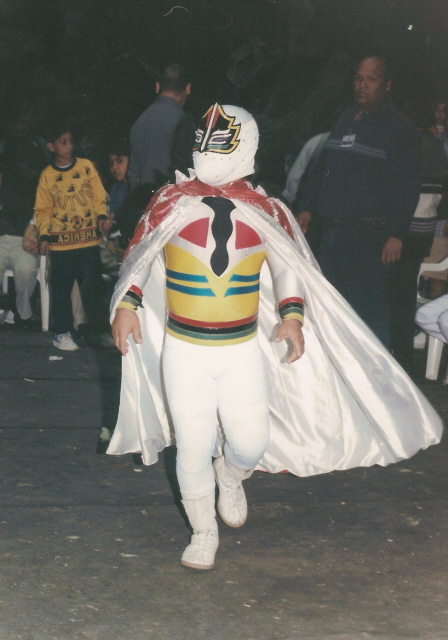

마스카리타 사그라다(영어: Mascarita Sagrada, 1965년 1월 11일 ~ )은 멕시코의 프로 레슬러이다. 1989년 프로 레슬링에 입문했으며 WWE 링네임은 노바(NOVA), Mr.럭키(Mr.Lucky)이다.

## 신체
- 1.35 m (4 ft 5 in)
- 42 kg (93 lb)